# 352 Gisela
352 Gisela је астероид главног астероидног појаса. Приближан пречник астероида је 20,27 km,
а средња удаљеност астероида од Сунца износи 2,194 астрономских јединица (АЈ).
Инклинација (нагиб) орбите у односу на раван еклиптике је 3,379 степени, а орбитални период износи 1187,214 дана (3,250 године). Ексцентрицитет орбите астероида износи 0,149.
Апсолутна магнитуда астероида износи 10,01 а геометријски албедо 0,426.
Астероид је откривен 12. јануара 1893. године.